# بالاکلاوا
بالاکلاوا (انگلیسی: Balaklava, South Australia) یک منطقه مسکونی در استرالیا است.

## نگارخانه

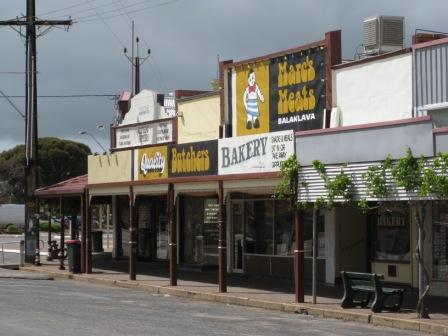
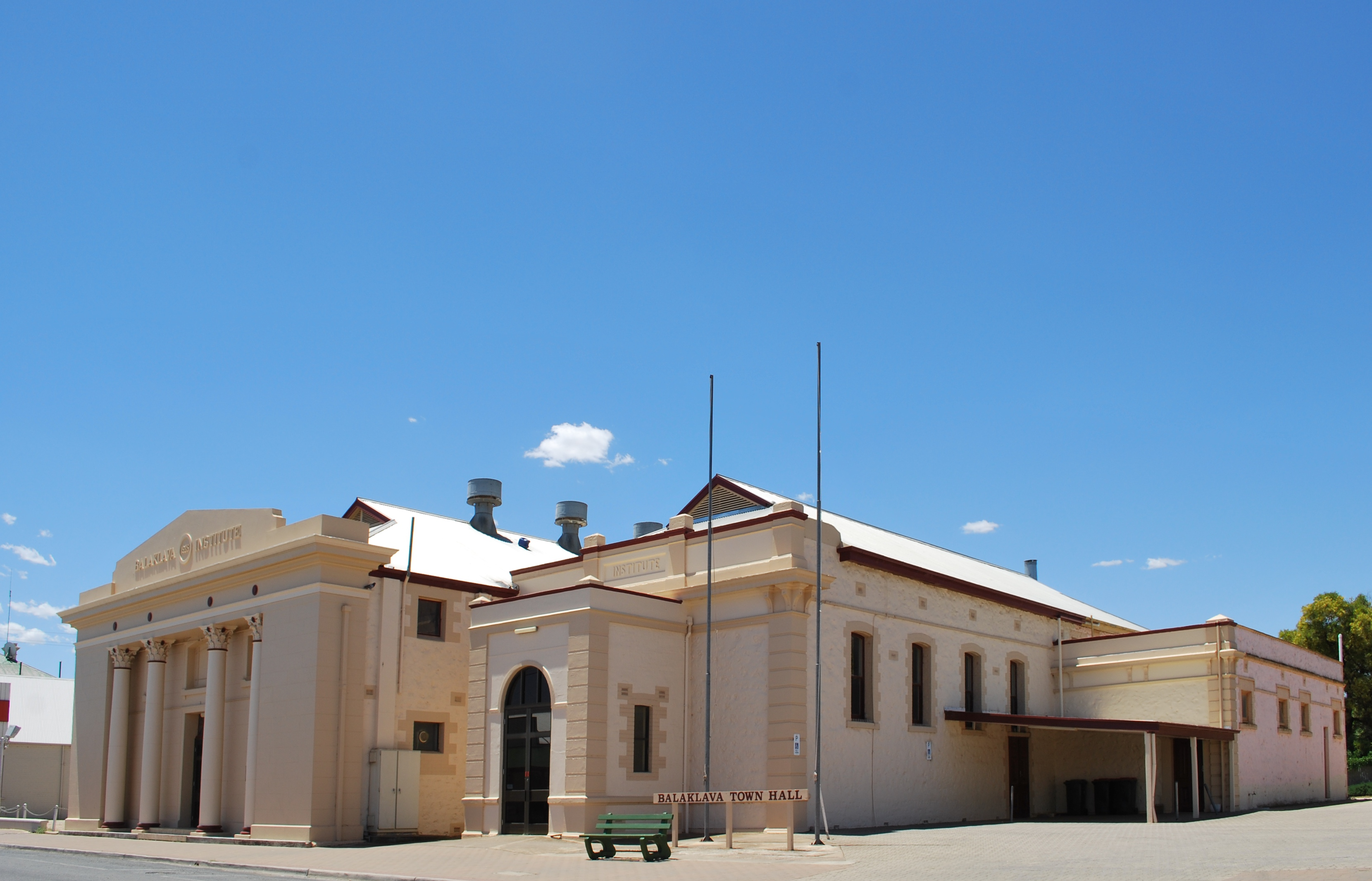
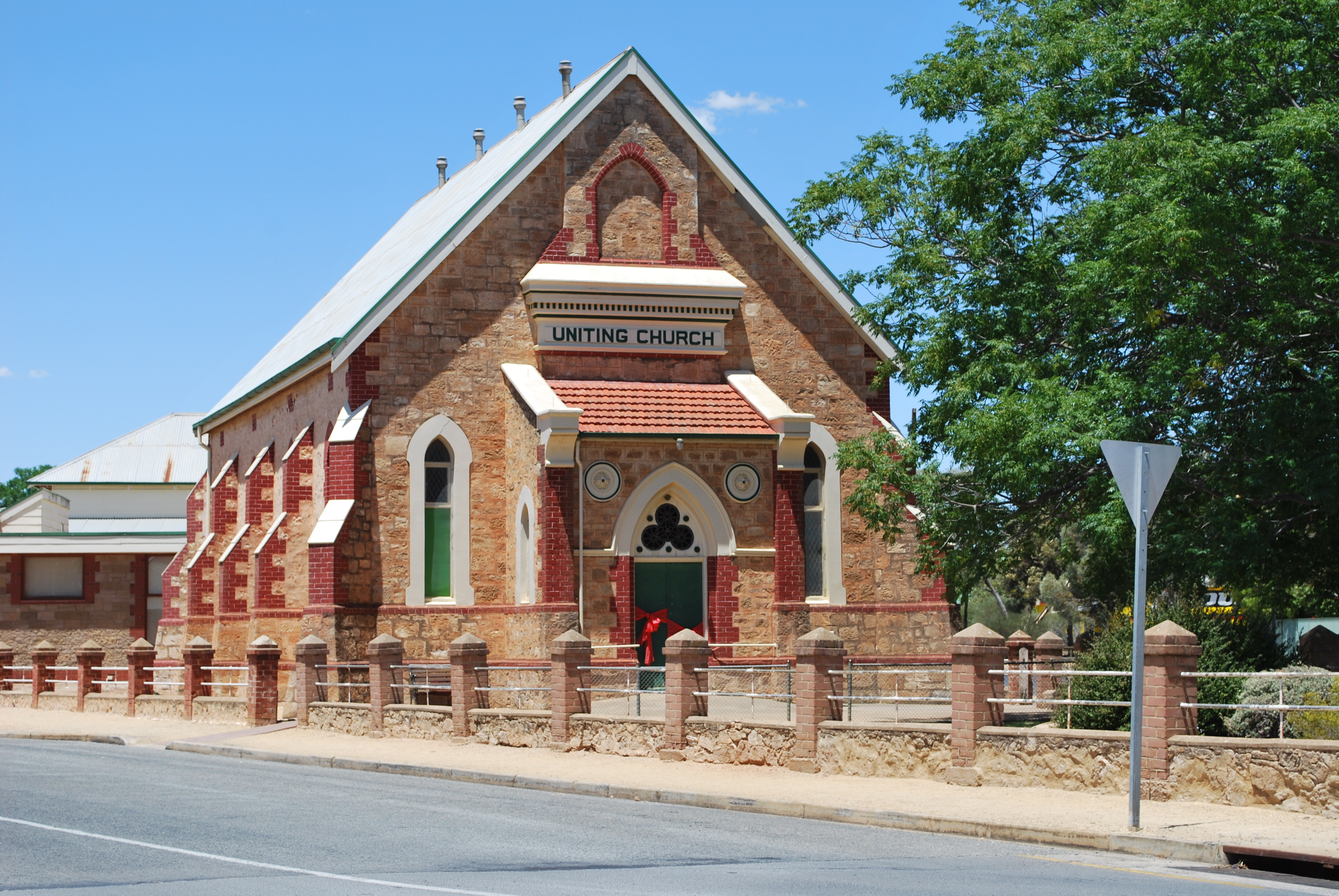
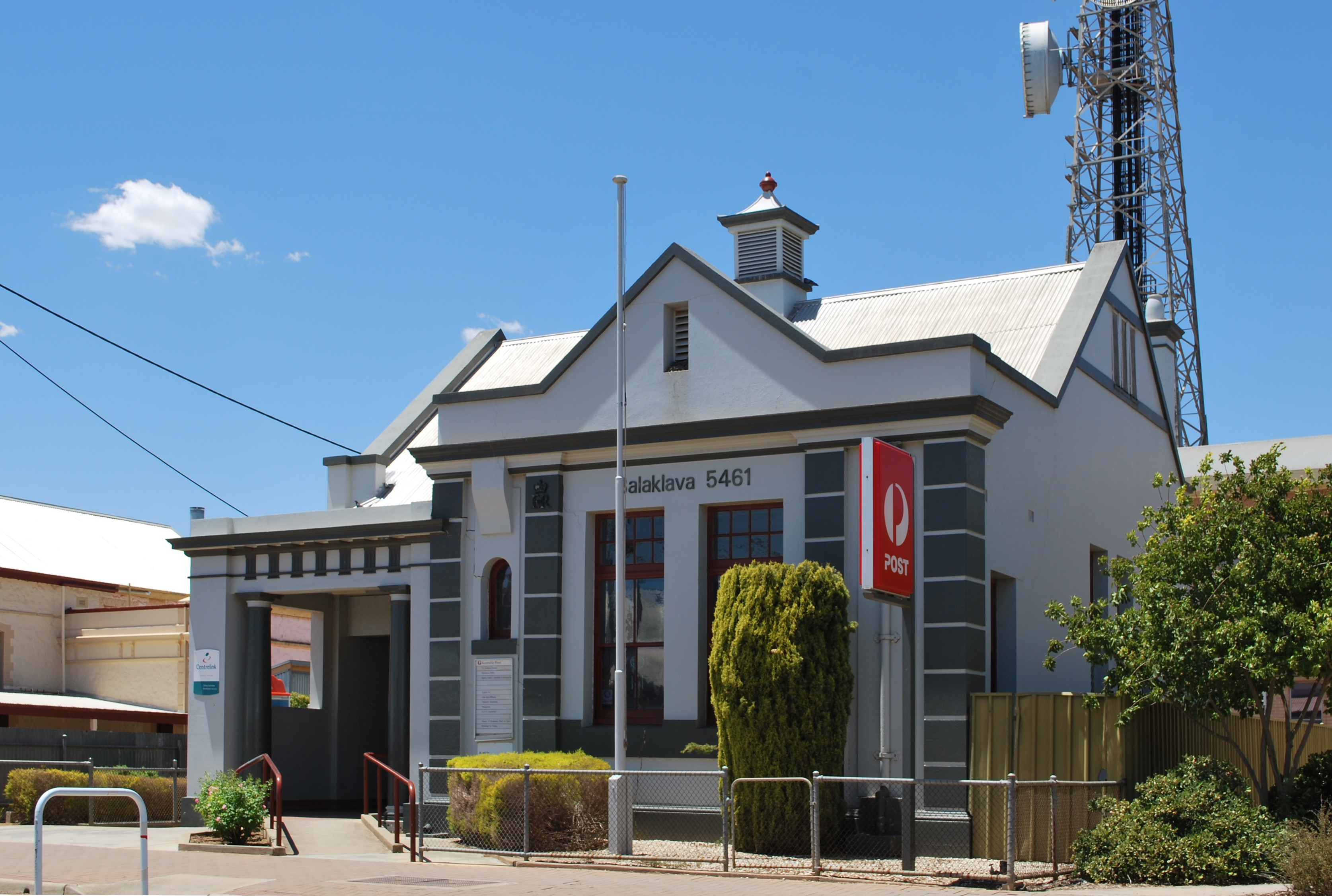